# Ломки (Смоленська область)
Ломки (рос. Ломки) — село в Гагарінському районі Смоленської області Росії. Входить до складу Потапівського сільського поселення. Населення — 3 жителя (2007 рік).
Розташоване в північно-східній частині області за 7 км на північний захід від Гагаріна, за 2 км північніше автодороги М1 «Білорусь». За 7 км на північний захід від села розташована залізнична станція Васілісіно на лінії Москва - Мінськ.
| Росія | Це незавершена стаття з географії Росії. Ви можете допомогти проєкту, виправивши або дописавши її. |